# William Howard
William Howard (19 de Dezembro de 1563 — Outubro de 1640) foi um nobre e erudito inglês. Conhecido como "Belted" ou "Bauld (bold) Will", era o 3º filho de Thomas Howard, 4º Duque de Norfolk (executado em 1572), e da sua segunda esposa, Margaret, filha de Lord Audley, tendo nascido em Audley End House, no Essex. 
Casou no dia 28 de Outubro de 1577 com Elizabeth, filha de Thomas, 9º Barão Dacre, e foi posteriormente para a University of Cambridge. Sendo suspeito de traição, juntamente com o seu irmão mais velho, Philip, conde de Arundel, foi aprisionado em 1583, 1585 e 1589. Em 1584 juntaram-se à Igreja de Roma, sendo ambos desapossados pela rainha de uma parte das suas proprieades, incluindo a herança dos Dacre, as quais foram, no entanto, restauradas em 1601 contra o pagamento de 10.000 libras.
Em 1592 publicou uma edição das Chronicon ex chronicis, de João de Worcester, dedicada a Lord Burghley, e desenhou a genealogia da sua família.
Howard instalou, então, residência, com os seus filhos e netos, no Naworth Castle, restaurou o castelo, melhorou a propriedade e estabeleceu ordem nesta parte do condado de Cumberland. Em 1603, aquando da coroação de Jaime I, havia sido restaurado em sangue. Em 1618 foi feito um dos comissários de fronteira, tendo desempenhados grandes serviços na manutenção da lei  e na repressão dos saqueadores. Lord William foi um instruído e aplicado erudito, louvado por Camden, a quem enviou inscrições e desenhos das relíquias coleccionadas por ele a partir da muralha romana, como "um apreciador individual da valiosa antiguidade além de erudito".
Coleccionou uma valiosa biblioteca, da qual a maior parte das obras imprimidas permanecem no Naworth Castle. Apesar de os manuscritos terem sido dispersos, uma parte encontra-se agora integrada nos Manuscritos Arundel, no Royal College of Arms; Lord William Howard correspondia-se com Ussher e era íntimo de Camden, Spelman e Cotton, tendo o seu filho mais velho casado com a filha deste último.
Morreu em Outubro de 1640 em Greystock, para onde havia sido retirado quando, devido a problemas de saúde, não conseguiu evitar os escoceses que ameaçavam um avanço sobre Naworth. Teve uma grande família, tendo Philip, o seu herdeiro, sido avô de Charles Howard, 1º Conde de Carlisle, e Francis o ancestral dos Howards de Corby.